# I. Arnuvandasz hettita király

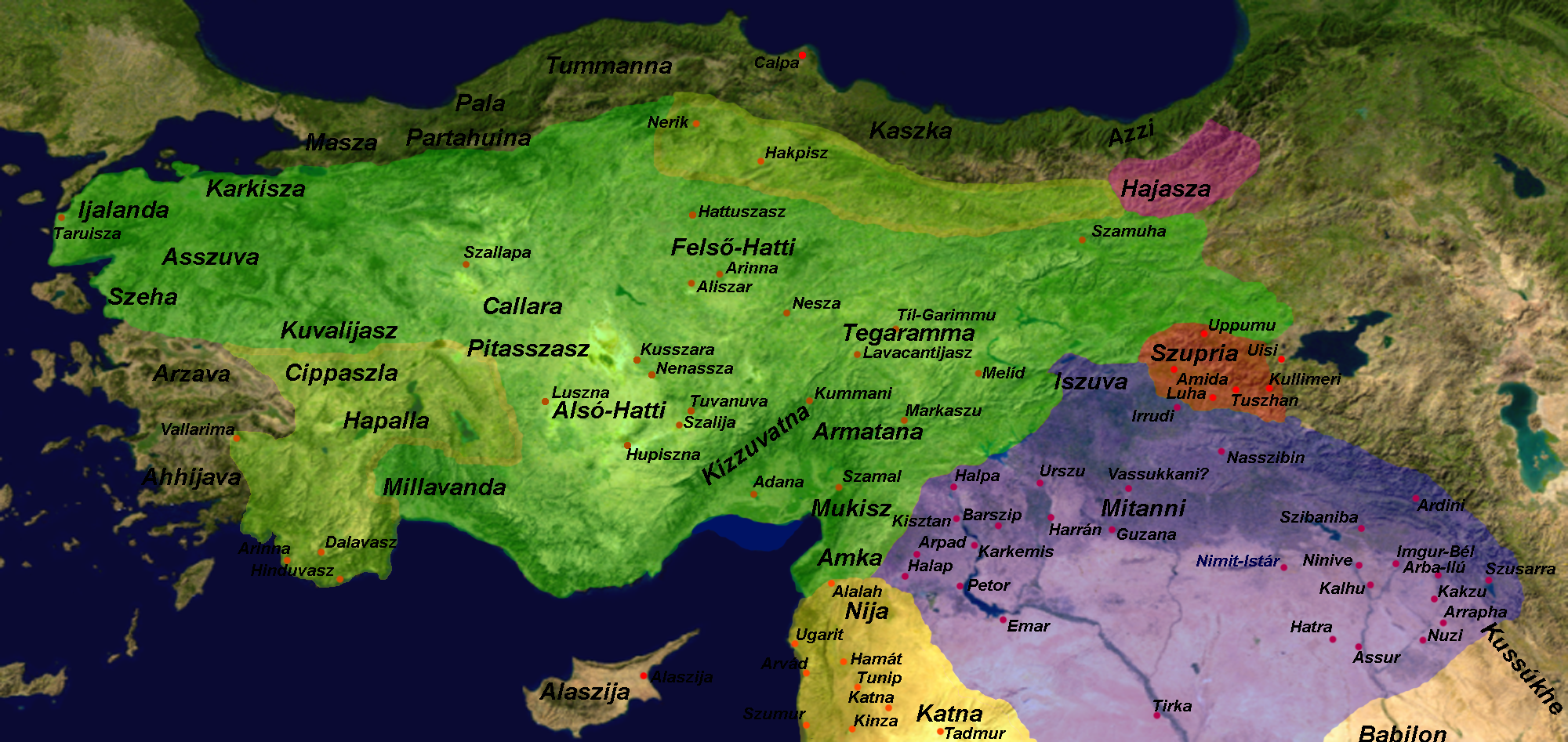
Tudhalijasz és Arnuvandasz kora. Színkód: zöld = hettita befolyási övezet, kék = Mitanni, sárga = Egyiptom, halványzöld = Arnuvandasz alatt elveszett területek

I. Arnuvandasz (ar-nu/ma(-u/u̯)-an-da(-an), normalizált alakja Arnuwanda) I. Tudhalijasz veje és utódja. Hosszú idő óta az első olyan trónváltás, amely nem az uralkodó meggyilkolását követte. Arnuvandasz Tudhalijasz leányának, Aszmu-Nikalnak férje volt, származása és korábbi tisztségei ismeretlenek.
A történészek szerint Arnuvandasz idejében – talán anyósa, Nikalmati és felesége, Aszmu-Nikal révén – erős hurri befolyás érte a hettita uralkodóházat. A következő hettita királyoknak és családtagjaiknak ismert a hurrik körében használt hurri nyelvű névváltozata is. E hurri elem származhat közvetlenül Mitanniból is, de lehetséges, hogy az újra birtokba vett Kizzuvatna hurrizálódott korábban, a Mitannihoz tartozás idejében, és a hurri szokások onnan terjedtek Hattuszasz felé. Annyi bizonyosnak látszik, hogy ez időben a hettita királyi hercegek látták el Kizzuvatna uralkodóinak korábbi vallási feladatait. A Kizzuvatna feletti fennhatóságot Iszmirika jegyzőkönyve (CTH#133) erősíti meg, amelyben a tartomány kormányzója, Iszmirika esküt tesz Arnuvandasznak.
További kulturális változások első bizonyítéka Arnuvandasz nagypecsétje, amelynek körirata ékírásos, de középső részén luvi hieroglifák tűnnek fel, köztük maga a Nagy Király cím is ilyen írással került rá.
Arnuvandasz idejében Kaszka még mindig komoly fenyegetést jelentett az északi és északkeleti területeken, Hattuszasztól a Fekete-tenger partjaiig. Arnuvandasz ismert feliratai sok terület elvesztéséről számolnak be, amelyek közül talán Nerik városa lehetett a legfájóbb pont, hiszen ez a szent város az arinnai Napistennő fia, Vuruszemusz viharisten kultikus központja volt. A feliratokban felsorolt területek (Hurszama, Kasztama, Szerisza, Himuva, Taggaszta, Calpuva, Kapiruha, Hurna, Dankuszna, Tapaszava, Tarukka, Ilaluha, Zihhana, Szipidduva, Vaszhaja, Patallija) jórészt ismeretlenek, azonosítatlanok, talán Kammama azonosítható Kammanu városával.
A feliratok alapján Arnuvandasz és családja – főleg Aszmu-Nikal királyné – az istenek felé fordult ebben a helyzetben, a kaszka hódítások okát abban látták, hogy nem megfelelően tisztelték isteneiket. Fennmaradt feleségével közösen írt himnuszuk, amelyben felróják az isteneknek, hogy a kaszka néptörzs északról támadja és feldúlja jámbor, istenfélő országukat. Szokatlanul monoton, panaszos szöveg, éles ellentétben áll a hettita királyfeliratok győzelmektől hangos stílusával. A mű a CTH#375 számú, Arnuvandasz és Aszmu-Nikal imája című dokumentumban maradt fenn. Nerik birtoklásának kérdése a későbbiekben is fontos szerepet játszott a hettita királyi ház belső viszályaiban, annak ellenére, hogy Nerik kultuszát átköltöztették Hakpisz városba.
Mindemellett Hatti még mindig birtokolta Tudhalijasz birodalmának legnagyobb részét, még Ciprust is (Alaszija) birtokba vették. Az elvesztett területek délnyugaton és északkeleten voltak, miközben Észak-Szíria és az Eufrátesz középső vidékei megmaradtak hettita fennhatóság alatt, még Vassukanni, a korábbi hurri főváros is. Arnuvandasz sikeres hadjáratot folytatott a legerősebb szakadár, Arzava ellen is, legyőzve Kupanta-Kurunta királyt.

## Közigazgatási reform
Arnuvandasz uralkodásának idejéből sok belső használatú, közigazgatási tárgyú irat maradt fenn. Ezekből viszonylag jól megismerhető a hettita belpolitika és kormányzás. A várurak részére szóló utasítás egyértelművé teszi, hogy a tartományi kormányzók, akik egy-egy várközponthoz tartozó területek felett gyakoroltak hatalmat, a királyság legmagasabb rangú tisztviselői. Az utasítás részletesen szabályozza az őrjáratok és az őrségek feladatait, a felderítés fontosságát. Leírja a kapuk és lépcsők kialakítását, sőt kötelezővé teszi a vakolást. Megtiltotta, hogy a várfalakhoz közvetlenül csatlakozzon bármilyen épület, valószínűleg a katonák szabad mozgásának és a tűzveszély csökkentésének érdekében. Egyfajta építési szabályzat készült, amely szerint: „Csak úgy lehet újjáépíteni valamit, ahogy az eredetileg készült”.
A váruraknak szóló instrukció az igazságszolgáltatásra, csatornák karbantartására is kitér. Egészen átfogó szabályozást nyújt egy katonai és civil vezető mindennapi tevékenységéhez. Ez is része az óhettita kor utáni közigazgatási „reformnak”, amelynek során az addig külön utakon járó közigazgatási egységek (hercegségek) elvileg központilag szabályozott keretek közt működtek.
Az egyiptomi II. Amenhotep korára datálható Kurusztama-szerződés meg nem nevezett uralkodójáról folytatott vitában I. Arnuvandasz neve is felmerülhet. Ebben az esetben Arnuvandasz még az i. e. 15. század vége előtt élt.